# 塩見頼勝
塩見 頼勝（しおみ よりかつ）は、戦国時代の武将。丹波国横山城主。家紋は「三階菱」。

## 生涯

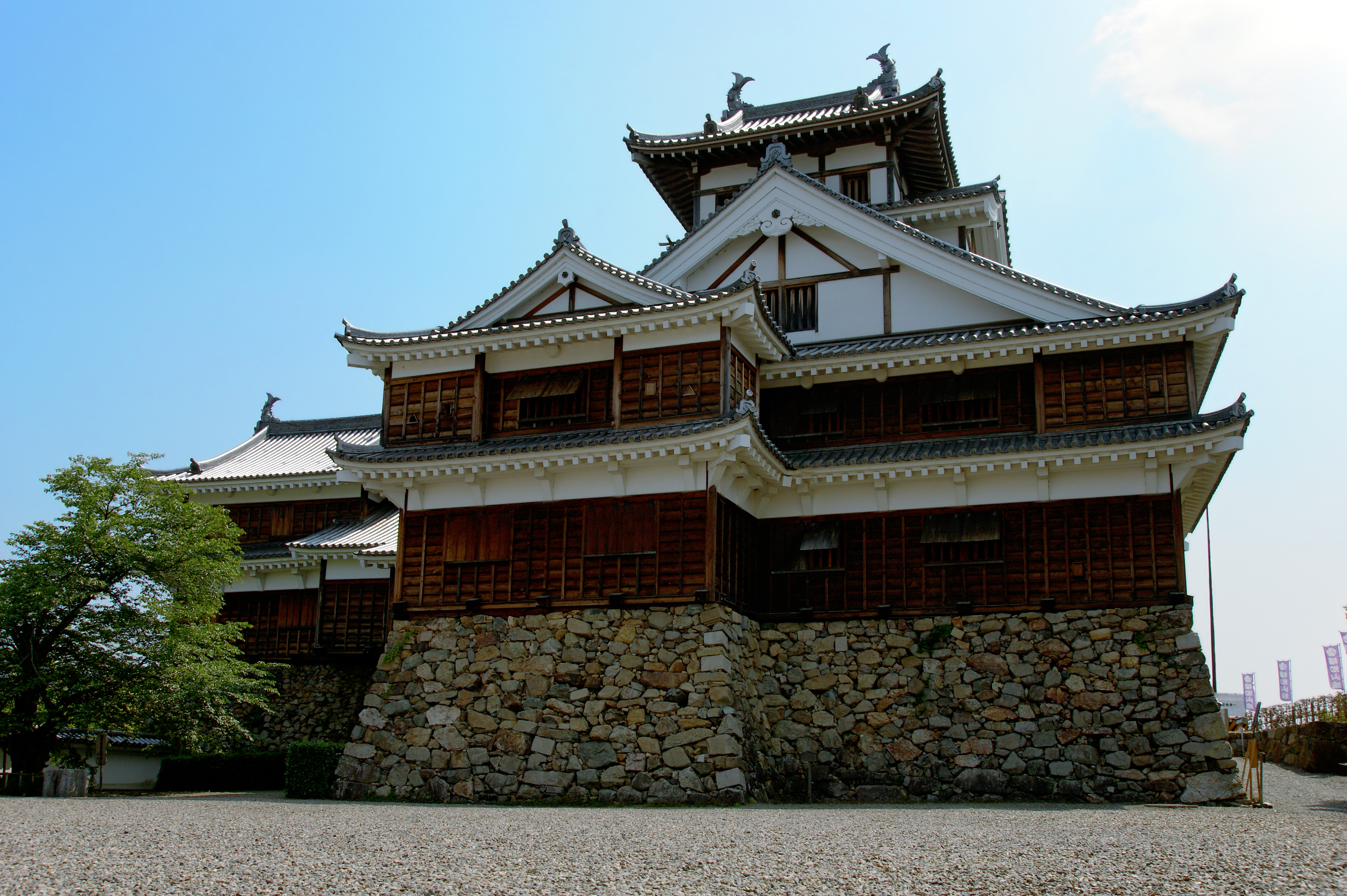
福知山城（※ただし江戸期の形状の復元天守閣）

丹波天田郡猪崎城主・小笠原政信（大膳大夫）の嫡男として誕生。
頼勝は、朝暉ヶ丘に空堀と土塁だけの簡素な掻上の城を築いて龍ヶ城（福知山城）としたのをはじめ、奈賀山城、茶臼山城、牧城などを築いた。さらに横山城を本城として地盤を固め、天文年間には天田郡全域を支配した。
細川高国に属し、享禄4年3月（1531年4月）の摂津中嶋の戦いでは高国方の武将として細川晴元方の三好元長勢と合戦する。さらに同年7月（旧暦6月）、摂津天王寺でも元長勢と合戦し（天王寺の戦い）、続いて尼崎にも転ずるが敗れて、高国は広徳寺で自害した（大物崩れ）。
その後、三好長慶が近畿での実権を握り、三好氏家臣・内藤宗勝が丹波方面に進出し、船井郡八木城主を拠点に勢力を拡大した。これに反発した丹波国人衆による、永禄3年（1560年）の鬼ヶ城 の合戦において頼勝も参陣した。丹波での抗争が続く中、永禄8年（1565年）に氷上郡黒井城主の赤井直正が頼勝の治める天田郡に侵攻。内藤宗勝は頼勝を助けるために軍勢を天田郡に進めるが、同年8月27日（旧暦8月2日）、天田郡和久郷の決戦において戦死。赤井側の形勢が有利となり、赤井直正は鬼ヶ城を攻撃した。

## 系譜

三階菱

丹波塩見氏は、清和源氏信濃小笠原流の小笠原長清の支流。小笠原頼勝の時代に横山（現 福知山）に横山城（福知山城の前身）を築き、のちに小笠原頼勝は名を塩見氏に改めたのを祖とする。頼勝の嫡男塩見頼氏は、横山城の名から更に、横山大膳大輔とも称した。
- 祖父：小笠原信元
  - 父：小笠原政信（大膳大夫）
    - 本人：塩見頼勝（大膳大夫）
      - 嫡男：横山頼氏（横山城主）
        - 孫：横山信房（横山城主）
          - 曾孫：横山信之

      - 二男：奈賀山長員（奈賀山城[2] 主）
        - 孫：奈賀山長頼
          - 曾孫：奈賀山長遠

      - 三男：塩見利勝（猪崎城主）
      - 利勝の妻：小畑城主・波々伯部義信（源内）の娘
        - 孫：塩見家利
          - 曾孫：塩見家次

      - 四男：和久長利（和久城[3] 主）
      - 五男：牧利明（牧城主）